# Каннинг, Джордж (спортсмен)
Джордж Уолтер Каннинг (англ. George Walter Canning; 23 августа 1889 — после 1920) — британский полицейский (офицер полиции Лондона) и перетягиватель каната, чемпион летних Олимпийских игр 1920 года в составе сборной Великобритании.